# Der Lauf der Dinge (Film)
Der Lauf der Dinge (engl. The Way Things Go) ist der Titel eines 16-mm-Farbfilms der Schweizer Medienkünstler Peter Fischli und David Weiss aus dem Jahr 1987 mit einer Laufzeit von 29:45 Min. Für die Kamera war Pio Corradi verantwortlich.

## Handlung
Der Lauf der Dinge ist ein Kunstfilm, der mit wenigen Schnitten den kontinuierlichen Ablauf einer Art Rube-Goldberg-Apparatur wiedergibt. Diese entlang von zwei Außenwänden einer Lagerhalle auf einer Länge von geschätzt 30 Metern aufgebaute Aneinanderreihung von improvisiert wirkenden Vorrichtungen zur Erzeugung von Flammen, Bewegung, chemischen Reaktionen, Schaum, Nebelschwaden und ähnlichem ist zu Beginn des Films schon in Gang gesetzt und läuft dann ähnlich einer Kettenreaktion ab, wobei ein Element jeweils einen Bewegungs- oder anderen Auslöseimpuls an das nächste weitergibt. Zur Verwendung kommen dabei schiefe Ebenen, Konservendosen, Autoreifen, Plastikflaschen, Feuerwerkskörper, Luftballons, die mit Gas gefüllt oder zum Platzen gebracht werden, und anderes mehr.
Eine wichtige Rolle spielt die Verkettung grundlegender physikalischer Prinzipien wie unter anderem die Ausnutzung der Schwerkraft, der Zentripetalkraft, des Trägheitsmoments, des 3. Newtonschen Axioms und des Hebelgesetzes. Daneben werden diverse chemische Reaktionen genutzt, um die nächste Aktion auszulösen. Dazu werden beispielsweise verschiedene Flüssigkeiten gemischt, die sich aufschäumend ausdehnen, Gase erzeugen, Kunststoffschaum auflösen oder in Brand geraten.
Durch das wiederholte Infragestellen, wie und ob es weitergeht, und durch das zeitliche Hinauszögern der einzelnen Ereignisse entsteht beim Betrachter ein Auf und Ab von Spannung, Entspannung, Erwartungshaltung, unerwarteter Ereignisse und Effekte. Jedes Ende eines Ereignisses ist zugleich der Beginn eines neuen.
Ob der Vielfalt an Kombinationen miteinander reagierenden Körper gewinnt man den Eindruck einer einzigen Kette individueller Objekte. Tatsächlich wiederholt sich das Wirken eines sich drehenden, sperrig gefüllten schwarzen Plastik-Müllsacks auf einen aufrecht stehenden Autoreifen von der ersten Einstellung (bei 0:07) schon bei Minute 1:45. Eine gelb-grüne Luftmatratze „Samoa“ gibt es gebogen stehend bei 1:20 zu beobachten und eine gleich aussehende (oder vielleicht sogar identische) gefaltet liegend bei 26:00.
An verschiedenen Stellen (etwa Minute 9:37, 11:03, 17:22 und anderen) ist die Plausibilität der Abfolge aufgrund von Schnitt und Wechsel der Kameraperspektive nicht klar ersichtlich oder ist händisches Einwirken von ausserhalb des Bildfeldes möglich, da nicht immer das vollständige Geschehen der einzelnen Aktionen erkennbar ist.

## Verbreitung
Der Film war ein Publikumserfolg auf der documenta 8; er ist Teil der Sammlung Centre Georges Pompidou in Paris, Dauerexponat des Museum of Modern Art in New York sowie des Museums Wiesbaden. Er wurde unter anderem auf 3sat gezeigt.

## Kritik
Die britische Zeitung The Independent verglich den Film in seiner Wirkung mit Hitchcock:

„Watching ‚Der Lauf der Dinge‘ is like watching a Hitchcock movie by objects instead of people.“

## Auswirkungen
Form und Inhalt des Films fanden zahlreiche Nachahmer in der Werbung und in Musikvideos. Der japanische Automobilhersteller Honda produzierte 2003 einen Werbespot namens Cog, gegen den Fischli & Weiss anfangs juristisch vorgingen. Das Musikvideo zu Honest Mistake der US-amerikanischen Rockband The Bravery und das als One Shot gedrehte Video zu This Too Shall Pass von OK Go zeigen ebenfalls Kettenreaktionen, die stark an Der Lauf der Dinge erinnern. Außerdem gibt es mehrere Computerspiele, die auf dem Aufbau von ähnlichen Konstruktionen basieren, z. B. The Incredible Machine.

## Publikationen
- „Der Lauf der Dinge“, PAL-DVD, Total Film/Editions à voir, 2005